# Grabowhöfe
Grabowhöfe est une commune d'Allemagne située dans l'arrondissement du Plateau des lacs mecklembourgeois, dans le Land de Mecklembourg-Poméranie-Occidentale.

## Géographie
Grabowhöfe se situe entre la région du plateau des lacs mecklembourgeois (Mecklenburgische Seenplatte) et la région de la Suisse meclembourgeoise (Mecklenburgische Schweiz).

## Histoire
La commune de Grabowhöfe fut mentionnée pour la première fois dans un document officiel en 1338 sous le nom de Grabow. Elle comptait alors 27 fermes. En 1886 une gare y fut construite.

## Quartiers
- Baumgarten
- Grabowhöfe
- Louisenfeld
- Panschenhagen
- Sommerstorf
- Sophienhof

## Personnalités liées à la ville
- Johann Heinrich Voß (1751-1826), écrivain né à Sommerstorf.